# منتخب جبل طارق لكرة السلة
منتخب جبل طارق الوطني لكرة السلة هو ممثل جبل طارق الرسمي في المنافسات الدولية في كرة السلة .